# Aaron Schimberg
Pour les articles homonymes, voir Schimberg.
Aaron Schimberg, né à Chicago (États-Unis), est un cinéaste américain.
Il est surtout connu pour le film Chained for Life (en) de 2019 et le film A Different Man de 2024,.

## Biographie

### Carrière
Le premier long métrage d'Aaron Schimberg, Go Down Death, est le film de clôture du Festival du film Fantasia 2013. Son film suivant, Chained for Life (en), est présenté en première au BAMcinemaFest 2018 et est sorti en salles par Kino Lorber l'année suivante.
Son troisième long métrage, A Different Man, avec Sebastian Stan et Adam Pearson et distribué par A24, est présenté en avant-première au Festival du film de Sundance 2024. Il est nommé pour l'Oscar du meilleur maquillage et de la meilleure coiffure lors de la 97e cérémonie des Oscars. Il est nommé l'un des dix meilleurs nouveaux réalisateurs à surveiller par Variety au Festival international du film de Palm Springs de cette année-là.

## Vie personnelle
Aaron Schimberg naît à Chicago et grandit à Minneapolis,. Il est né avec une fente labiale et palatine bilatérale et cite cela comme la raison pour laquelle il est attiré par les récits sur la défiguration faciale et le handicap.
Il est marié à Vanessa McDonnell, qui est productrice sur tous ses films.

## Filmographie
| Année | Titre                 | Réf.  |
| ----- | --------------------- | ----- |
| 2013  | Go Down Death         | [ 3 ] |
| 2018  | Chained for Life (en) | [ 1 ] |
| 2024  | A Different Man       | [ 2 ] |

## Prix et nominations
- Pour Chained for Life (en) : 
  - 2018 : Festival du film de Knoxville – Meilleur film
  - 2018 : Festival du film du New Hampshire (en) – Meilleur film
  - 2018 : Festival du film de la Nouvelle-Orléans (en) – Meilleur film
  - 2019 : Festival du film de Floride (en) – Grand Prix du Jury
  - 2019 : Method Fest Independent Film Festival (en) – Meilleur film
- Pour A Different Man : 
  - 2024 : Festival international du film de Palm Springs – Inclus dans la liste des « 10 réalisateurs à surveiller » du magazine Variety
  - 2024 : Festival international du film de Berlin – Nomination pour l'Ours d'or (du meilleur film)